# Tiszalúc
Tiszalúc är en ort i Ungern.   Den ligger i provinsen Borsod-Abaúj-Zemplén, i den nordöstra delen av landet, 160 km öster om huvudstaden Budapest. Tiszalúc ligger 106 meter över havet och antalet invånare är 5 551.
Terrängen runt Tiszalúc är platt. Runt Tiszalúc är det ganska glesbefolkat, med 40 invånare per kvadratkilometer. Närmaste större samhälle är Tiszaújváros, 11,6 km söder om Tiszalúc. Trakten runt Tiszalúc består till största delen av jordbruksmark.